# Uğur Boral
Uğur Boral (IPA: [u:uɾ boɾal]; Tokat, 1982. április 14. –) török labdarúgó, a Beşiktaş JK szélső hátvédje. Boral ballábas, így balszélsőként és balhátvédként is megállja a helyét.

## Sikerei, díjai
- 2006–07 :  Turkcell Süper Lig bajnok, Fenerbahçe
- 2007 :  Török Szuperkupa-győztes, Fenerbahçe

## Külső hivatkozások
- Adatlap: TFF.org
- Rajongói oldal